# Castelrotto
Castelrotto (Kastelruth) é uma comuna italiana da região do Trentino-Alto Ádige, província de Bolzano, com cerca de 5.988 habitantes. Estende-se por uma área de 117 km², tendo uma densidade populacional de 51 hab/km². Faz fronteira com Barbiano, Campitello di Fassa (TN), Fiè allo Sciliar, Laion, Ortisei, Ponte Gardena, Renon, Santa Cristina Valgardena, Tires.

## Demografia
| Variação demográfica do município entre 1861 e 2011                               |
|                                                                                   |
| Fonte: Istituto Nazionale di Statistica (ISTAT) - Elaboração gráfica da Wikipedia |